# Macabebe
Macabebe è una municipalità di terza classe delle Filippine, situata nella Provincia di Pampanga, nella regione di Luzon Centrale.
Macabebe è formata da 25 baranggay:
- Batasan
- Caduang Tete
- Candelaria
- Castuli
- Consuelo
- Dalayap
- Mataguiti
- San Esteban
- San Francisco
- San Gabriel (Pob.)
- San Isidro
- San Jose
- San Juan

- San Rafael
- San Roque
- San Vicente
- Santa Cruz (Pob.)
- Santa Lutgarda
- Santa Maria
- Santa Rita (Pob.)
- Santo Niño
- Santo Rosario (Pob.)
- Saplad David
- Tacasan
- Telacsan